# فهرست دارایی‌های متعلق به پارامونت گلوبال
فهرست زیر فهرستی از دارایی‌های عمده است که متعلق به شرکت پارامونت گلوبال، یک شرکت رسانه‌ای چندملیتی آمریکایی است که مقر آن در وان استور پلازا در میدتاون منهتن، شهر نیویورک است.

## شرکت پارامونت پیکچرز(فیلم)
- گروه استودیو پارامونت – استودیوی فیزیکی و پس از تولید
  - استودیوهای پارامونت – امکانات تولید و تعداد زیادی
  - پارامونت آن لوکیشن – امکانات پشتیبانی تولید در سرتاسر آمریکای شمالی از جمله نیویورک، ونکوور و آتلانتا
  - عملیات فنی در سرتاسر جهان - بایگانی، برنامه‌های مرمت و نگهداری، خدمات تسلط و توزیع، مدیریت امکانات پس از تولید
- سرگرمی خانگی پارامونت
- پارامونت موزیک
- استودیو پارامونت تله‌ویژن
  - مجوز و توزیع تلویزیون جهانی پارامونت
  - توزیع جهانی محتوای پارامونت

### گروه فیلم پارامونت
- پارامونت پیکچرز
- پارامونت انیمیشن
- بازیکنان پارامونت[۱]
  - نیکلودئون موویز
  - فیلم‌های بت
- ریپابلیک پیکچرز
- میرامکس (۴۹٪، با مالکیت مشترک با گروه بی‌ان مدیا)
  - خانواده میرامکس
  - انیمیشن میرامکس
  - تلویزیون میرامکس
- پارامونت پیکچرز اینترنشنال (توزیع بین‌المللی)
  - یوآی‌پی (۵۰٪ با ان‌بی‌سی یونیورسال از طریق یونیورسال پیکچرز)
  - رده تله‌ساین (هر کدام ۱۲٫۵٪ با شرکت والت دیزنی از طریق استودیوهای والت دیزنی، ان‌بی‌سی یونیورسال از طریق یونیورسال استودیوز، ام‌جی‌ام هلدینگز از طریق مترو گلدوین مایر؛ ۵۰٪ با گلوبو گروپ از طریق کانابیس گلوبو)

## گروه سرگرمی سی‌بی‌اس
- سی‌بی‌اس
- استودیو سی بی اس
  - تلویزیون بلیط بزرگ
  - پخش تلویزیونی سی‌بی‌اس
    - CBS Media Ventures Media Sales
    - دبل

  - تولیدات انیمیشن سی‌بی‌اس آی[۲]
    - Late Night Cartoons, Inc.

  - راکل پروداکشنز
- اخبار و ایستگاه‌های سی‌بی‌اس
  - اخبار سی بی اس
    - شبکه پخش اخبار سی‌بی‌اس
    - رادیو خبری سی بی اس
    - سی‌بی‌اس مانی‌واچ
    - آن را اکنون استودیو ببینید

  - ایستگاه‌های تلویزیونی سی‌بی‌اس
    - KCBS-TV 2 / KCAL-TV 9 لس آنجلس
    - KOVR 13 / KMAX-TV 31 ساکرامنتو – استوکتون – موندستو، کالیفرنیا
    - KPIX-TV 5 / KPYX 44 سانفرانسیسکو – اوکلند – سن خوزه، کالیفرنیا
    - KCNC-TV 4 دنور، کلرادو
    - WFOR-TV 4 / WBFS-TV 33 Miami - Fort Lauderdale, Florida
    - WTOG 44 سنت پترزبورگ – تامپا، فلوریدا
    - WUPA 69 آتلانتا
    - WBBM-TV 2 شیکاگو
    - WBXI-CD 47 ایندیاناپولیس
    - WJZ-TV 13 بالتیمور
    - WBZ-TV 4 / WSBK-TV 38 بوستون
    - WWJ-TV 62 / WKBD-TV 50 دیترویت / ویندزور، انتاریو
    - WCCO-TV 4 / KCCW-TV 12 سینت پال-مینیاپولیس — واکر، مینه‌سوتا
    - WCBS-TV 2 / WLNY-TV 55 ریورهد – شهر نیویورک
    - KYW-TV 3 / WPSG 57 فیلادلفیا
    - KDKA-TV 2 / WPKD-TV 19 جینت، پنسیلوانیا – پیتسبورگ، پنسیلوانیا
    - KTVT 11 / KTXA 21 فورت ورث - دالاس
    - KSTW 11 تاکوما - سیاتل
    - شروع تلویزیون (۵۰٪ جی‌وی با پخش وایگل)
    - تلویزیون مورد علاقه[۳]

  - رسانه دیجیتال محلی سی‌بی‌اس
- سی بی اس نیوز نیویورک
- سی‌بی‌اس نیوز لس آنجلس
- سی‌بی‌اس نیوز بوستون
- منطقه خلیج سی‌بی‌اس نیوز
- سی‌بی‌اس نیوز مینه سوتا
- سی‌بی‌اس نیوز فیلادلفیا
- سی‌بی‌اس نیوز کلرادو
- اخبار سی‌بی‌اس پیتسبورگ
- سی‌بی‌اس نیوز شیکاگو
- اخبار سی‌بی‌اس تگزاس
- اخبار سی‌بی‌اس ساکرامنتو
- سی‌بی‌اس نیوز بالتیمور
- سی‌بی‌اس نیوز میامی
- سی‌بی‌اس نیوز دیترویت
- ورزش محلی سی‌بی‌اس
- سی‌بی‌اس اسپورتس
  - شبکه ورزشی سی‌بی‌اس
  - مرکز ورزشی سی‌بی‌اس
  - رادیو ورزشی سی‌بی‌اس
  - سی‌بی‌اس اسپورتس دیجیتال
    - ۲۴۷ اسپورتس
    - مکی‌پرپس
- سی‌دابلیو (هر کدام ۱۲٫۵٪ با برادران وارنر دیسکاوری؛ ۷۵٪ مالکیت به Nexstar Media Group)[۴][۵]
  - سی دبلیو پلاس
- CBS Home Entertainment
- تماشا کردن! مجله
- سی بی اس ویژن
- گروه رسانه ای BET
  - شرط
  - BET Gospel
  - او را شرط‌بندی کن
  - بت هیپ هاپ
  - بت جمز
  - روح شرط‌بندی
  - بت استودیوز[۶]
  - بت اینتراکتیو
  - وی‌اچ‌وان
  - بت‌پلاس

## شبکه‌های رسانه ای پارامونت

### گروه سرگرمی ام تی وی
- ام‌تی‌وی اینترتینمنت استودیوز
  - MTV Animation Inc.
  - فیلم‌های مستند ام تی وی
  - ساوت پارک استودیوز (سرمایه‌گذاری مشترک با پارک کانتی)
- ام تی وی
  - MTV2
  - ام تی وی کلاسیک
  - MTV Live
  - MTVU
  - Tr3s
- کمدی سنترال
  - کمدی سنترال رکوردها
- CMT
  - موسیقی سی‌ام‌تی
- لوگو
- شبکه پارامونت[۷][۸]
- تلویزیون پاپ[۹]
- کانال اسمیتسونیان
- سرزمین تلویزیون

### گروه شبکه‌های پرمیوم (شبکه‌های شوتایم)
- شوتایم
  - شوتایم۲
  - شوتایم
  - شوتایم
  - زمان نمایش اکستریم
  - Showtime Family Zone
  - زمان نمایش بعدی
  - زمان نمایش زنان
- کانال فیلم
  - The Movie Channel Xtra
- فلیکس
- فیلم‌های مستند شوتایم
- زمان نمایش پی‌پی‌وی
- Showtime Digital, Inc.

### سرگرمی کودکان و خانواده (گروه نیکلودئون)
- نیکلودئون
  - نیک در نایت
- کانال نیک جونیور
- نیکتون‌ها
- تین نیک
- نیک موزیک
- نیک دات کام
- نیک‌آن‌بورد - یک کانال تلویزیونی فقط با خط کروز که در ۱۴ آوریل ۲۰۱۹ راه اندازی شد.
- نیکلودئون پروداکشنز
- استودیوی انیمیشن نیکلودئون
  - استودیو آواتار[۱۰]
  - نیکدلئون دیجیتالز
    - تبلیغات خلاق نیکدلئون
- نیکدلئون ولوسیتی
- Paws, Inc.[۱۱]

## پارامونت استریمینگ
- مرکز ورزشی CBS
- شبکه پخش اخبار CBS
- ET Live (اسندیکاتور پخش)
- نوگین
- پارامونت +
  - SkyShowtime (سرمایه‌گذاری مشترک با کامکست بی‌اسکای‌بی)
- شوتایم (OTT)
- تلویزیون پلوتو
  - تلویزیون پلوتون اروپا
- فیلو (سرمایه‌گذاری مشترک با شبکه‌های تلویزیونی A&E، شبکه‌های ای‌ام‌سی و برادران وارنر دیسکاوری)

## محصولات و تجربیات مصرف‌کننده پارامونت
- محصولات مصرفی پارامونت[۱۲][۱۳]
  - ویدکان[۱۴][۱۵]
  - سرگرمی دیجیتال پارامونت
  - فروشگاه پارامونت[۱۶]
  - مؤسسه پارامونت لایسنینگ
- سرگرمی با موضوع پارامونت
  - پارک‌ها و استراحتگاه‌های پارامونت – صدور مجوز و طراحی برای پارک‌ها و استراحتگاه‌ها[۱۷]

## شبکه‌های بین‌المللی پارامونت
- نیکلودئون گروپ (کانال‌های بین‌المللی)
  - نیکلودئون
  - نیک جونیور
  - نیکتون‌ها
  - تین نیک
- گروه سرگرمی ام‌تی‌وی (کانال‌های بین‌المللی)
  - ام تی وی
  - کمدی سنترال
  - شبکه پارامونت
  - کانال اسمیتسونیان

### انگلستان و استرالیا
- کانال ۵
  - 5Action (شبکه پارامونت سابق)
  - ۵ انتخاب کنید
  - ۵ ستاره
  - ۵ آمریکا
  - My5 (VOD)
- تن نتورک هلدینگ
  - شبکه ۱۰
    - ATV ملبورن
    - TEN سیدنی
    - TVQ بریزبن
    - ADS آدلاید
    - پرت جدید

  - ۱۰ هلو
  - ۱۰ پررنگ
  - 10 HD
  - ۱۰ پخش کنید
  - مارمولک
  - نیکلودئون استرالیا (قبلاً شیک ۱۰)
- نیک موزیک هلند

### قاره آمریکا
- بت کانادا
- شیلویسیون
- نیک موزیک آمریکای لاتین
- تلفه
  - تلفه اینترناسیونال
  - تلفه روزاریو
  - تلفه کوردوبا
  - تلفه باهیا بلانکا
  - تلفه سالتا
  - تله سانتافه
- پورتا دوس فوندوس (۵۱٪)[۱۸]
- تله‌کلمبیا آمریکای لاتین (عمده سهام)[۱۹]

### سرمایه‌گذاری مشترک
- سی‌بی‌اس دراما (با AMC Networks International UK)[۲۰]
- CBS Europa (لهستان؛ با ای‌ام‌سی نتورکس اینترنشنال)
- سی‌بی‌اس ریلتی (با شبکه AMC International)
- Legend (با AMC Networks International UK)

## دارایی‌های متفرقه
- بلاتور ام‌ام‌ای
  - کیک بوکسینگ بلاتور
- لست. اف‌ام
- مرکز پخش سی‌بی‌اس
- CBS Experiences Inc.
- باشگاه ورزشی سی‌بی‌اس
- سی‌بی‌اس استیج کانادا
- سی‌بی‌اس وی‌اف‌اکس
- تئاتر اد سالیوان
- فوبوتی‌وی (سهم نامشخص)[۲۱]
- استودیو دیجیتال پارامونت
  - هیبت
    - جوهر شگفت‌انگیز[۲۲]
    - فیلم‌های شگفت‌انگیز[۲۳]
    - اخبار شگفت‌انگیز[۲۴]
- رسانه فرهنگ پاپ
  - ComicBook.com
  - PopCulture.com
- سرعت
- Viacom International Inc. - دارنده حق چاپ محتوای ام‌تی‌وی، وی‌اچ‌وان، و نیکلودئون
- WhoSay